# Pape Thiaw
Pape Bouna Thiaw (Dakar, Senegal, 5 de febrero de 1981) es un exjugador y entrenador de fútbol senegalés. Actualmente dirige a la selección de Senegal.

## Trayectoria

### Como jugador
En 1997, Thiaw debutó a los 16 años en el ASC Yeggo. Un año más tarde, emigró a Francia para convertirse en jugador del A.S. Saint-Étienne. Primero jugó en el filial del club y en la temporada 1998-99 debutó en la Ligue 1. Fue su único partido en el primer equipo francés y en verano pasó al F.C. Istres, jugando en la tercera liga donde marcó 6 goles a lo largo de la temporada.
Durante la temporada 2000-01, y se mudó al Lausana-Sport. En su primera temporada fue jugador habitual en el primer equipo y marcó 7 goles en liga, siendo uno de los jugadores más eficaces del equipo. Sin embargo, en la campaña siguiente perdió su lugar en la plantilla y a principios de 2002 fue cedido al RC Estrasburgo. Posteriormente, volvió a ser enviado a préstamo al Dinamo Moscú, y en 2003, el senegalés regresó a Lausana, donde jugó durante medio año en la segunda liga suiza.
En el verano de 2003, Thiaw regresó a la liga francesa para jugar en el F.C. Metz. Al siguiente año, se convirtió en jugador del Deportivo Alavés de segunda liga.En 2005, ganó el ascenso a Primera División, pero jugó sólo 5 partidos y el club regresó a Segunda División después de un año. En 2007, fue cedido a otro equipo de segunda liga, el Lorca Deportiva C.F., y en verano rescindió su contrato.
Luego de permanecer sin club durante seis meses, en enero de 2008 se convirtió en jugador del U.S. Créteil y jugó con ellos en el Championnat National hasta el final de la temporada.Tras finalizar su contrato, se incorporó al Atlético Ciudad.
En 2010, regresó a su país natal para jugar primero en el A.S.C. Diaraf y más tarde en el Niary Tally.Finalmente, fichó por el F.C. Ligne-Paradis de Reunión donde terminó retirándose en 2015.

### Selección nacional
Thiaw hizo su debut para la selección de Senegal en 2001. Un año después, fue convocado por el seleccionador Bruno Metsu para disputar la Copa Africana de Naciones 2002 y la Copa Mundial de la FIFA 2002.No obstante, disputó únicamente el encuentro de octavos de final contra Suecia donde el seleccionado africano ganó por 2-1.En total, disputó 12 encuentros y marcó 5 goles.

### Como entrenador
El 18 de diciembre de 2018, Thiaw inició su carrera como entrenador en el Niarry Tally.Luego de haber descendido a la Segunda Liga, fue relevado de sus funciones el 8 de febrero de 2021 después de una serie de malos resultados.
En 2022, fue anunciado como entrenador de la selección "A" de Senegal. En febrero de 2023, obtuvo el Campeonato Africano de Naciones al vencer a Argelia en la tanda de penaltis luego de empatar en los 120 minutos disputados.El 8 de marzo de 2024, dejó su cargo para ser el asistente técnico de Aliou Cissé en el seleccionado absoluto.En octubre de ese mismo año, asumió interinamente al frente del primer equipo.El 14 de diciembre, fue ratificado en su puesto por decisión de la Federación Senegalesa de Fútbol.

## Clubes

### Como jugador
| Club                           | País    | Año       |
| ------------------------------ | ------- | --------- |
| ASC Yeggo                      | Senegal | 1997-1998 |
| A.S. Saint-Étienne             | Francia | 1998-1999 |
| F.C. Istres                    | Francia | 1999-2000 |
| Lausana-Sport                  | Suiza   | 2000-2003 |
| Racing de Estrasburgo (cedido) | Francia | 2002      |
| Dinamo Moscú (cedido)          | Rusia   | 2002      |
| F.C. Metz                      | Francia | 2003-2004 |
| Deportivo Alavés               | España  | 2004-2007 |
| Lorca Deportiva C.F. (cedido)  | España  | 2007      |
| U.S. Créteil                   | Francia | 2008      |
| Atlético Ciudad                | España  | 2009      |
| A.S.C. Diaraf                  | Senegal | 2010      |
| Niary Tally                    | Senegal | 2011-2013 |
| La Tamponnaise                 | Francia | 2014      |
| F.C. Ligne-Paradis             | Francia | 2014-2015 |

### Como entrenador
| Club                     | País    | Año           |
| ------------------------ | ------- | ------------- |
| Niary Tally              | Senegal | 2018-2021     |
| Selección "A" de Senegal | Senegal | 2022-2023     |
| Selección de Senegal     | Senegal | 2024-presente |

## Problemas judiciales
Pape Thiaw fue condenado a un año de prisión por un delito de violencia doméstica al insultar y golpear a su esposa, a la que rompió la nariz. No se presentó a la vista celebrada por lo que se procedió a emitir una orden de arresto. Asegurándose por diferentes fuentes que Thiaw tenía antecedentes tras ser detenido dos años antes por golpear a un policía.

## Palmarés

### Como entrenador

#### Campeonatos nacionales
| Título                          | Club                 | País    | Año  |
| ------------------------------- | -------------------- | ------- | ---- |
| Campeonato Africano de Naciones | Selección de Senegal | Senegal | 2022 |